# Scoliacma fuscescens
Scoliacma fuscescens là một loài bướm đêm thuộc phân họ Arctiinae, họ Erebidae.